# 相模太郎 (2代目)
二代目 相模 太郎（にだいめ さがみ たろう、1931年3月24日 - 1981年3月30日）は、日本の浪曲師、声優。1972年までは初名の相模 武（さがみ たけし）で活動していた。初代相模太郎の次男。

## 来歴
東京都出身。幼少期から浪花節を聞いて育つ。日本大学芸術学部卒業。
グループりんどうを経て、東京アクタープロ社長。太陽プロモーションにも所属していた。
1960年、海外ドラマ『遙かなる西部』の吹き替えに出演。作品の内容が浪曲的だという理由で起用されたといい、以降は声優としても活動。多くの大衆やファンにはそちらで名前を知られた。
デビューからしばらくは「相模武」として活動したが、父の死去に伴い、1972年に2代目相模太郎を襲名。
1981年3月30日、脳内出血のため急死した。50歳没。声優として最後の出演作は、雑誌『てれびくん』1981年6月号の付録「『怪物くん』レコードセット」のフランケン役となり、同誌上の付録組み立て説明ページの欄外には訃報が書き添えられた。

## 人物
声種はバス。
人情浪曲やお笑い浪曲を得意とした。得意演目は「灰神楽三太郎」「銭屋万助」など。「灰神楽三太郎」は父の十八番として人気を博したもので、それを継承する形となった。
1970年代には、浪曲に若い世代を開拓しようと発表されたレコード「ヤング浪曲」シリーズにて『あしたのジョー』と『子連れ狼』を浪曲で口演した。
声優としては浪曲活動を生かし、声を作ったりトーンを変えることはせず、テンポと語り口でキャラクターを表現していた。また、役の立ち位置は顔に出るためそのコントラストを表現するつもりで演じていたという。
園井啓介の発言からアフレコは口の動きより目の動きを意識していたといい「感情がよく掴めて上手くいきます」と述べている。

## 後任
相模の没後、声優としての持ち役を引き継いだ人物は以下の通り。
| 後任     | 役名             | 概要作品                       | 後任の初担当作品           |
| -------- | ---------------- | ------------------------------ | -------------------------- |
| 兼本新吾 | フランケン       | 『怪物くん』                   | 第28話                     |
| 緒方賢一 | ノンビラス       | 『怪物くん』                   | 第29話                     |
| 鈴木清信 | グラゴン         | 『怪物くん』                   | 第35話                     |
| 五王四郎 | アルドー         | 『最後の猿の惑星』             | WOWOW版追加録音部分        |
| 池水通洋 | アギャール       | 『勇者ライディーン』           | 『スーパーロボット大戦DD』 |
| 楠見尚己 | ジョナス・コード | 『ネバダ・スミス』フジテレビ版 | BD版追加収録部分           |
| 楠見尚己 | ビッグ・フット   | 『ネバダ・スミス』フジテレビ版 | BD版追加収録部分           |

## 出演
太字はメインキャラクター。

### テレビドラマ
- 女殺し屋 花笠お竜
- もうれつ先生
- お笑い節ドラ

### テレビアニメ
1963年
- 鉄腕アトム (アニメ第1作)（ブランド）
- シスコン王子（ノウスロ侍従長）

1964年
- ビッグX

1968年
- 佐武と市捕物控（ナレーション）
- ファイトだ!!ピュー太（ブレーキ）

1969年
- 忍風カムイ外伝（トズラ、万、ゴンゾ）
- ハクション大魔王（1969年 - 1970年、ブル公）

1971年
- カバトット

1972年
- 科学忍者隊ガッチャマン（隊長）
- 樫の木モック（ケンケン）

1974年
- 小さなバイキングビッケ（ヤンバ）

1975年
- アラビアンナイト シンドバットの冒険（クロアブラの魔人）
- みつばちマーヤの冒険（ヒゲコガネ）
- 勇者ライディーン（アギャール）

1977年
- ヤッターマン（村長）

1978年
- ルパン三世 (TV第2シリーズ)

1980年
- 怪物くん（第2作）（1980年 - 1981年、フランケン〈初代〉、ノンビラス〈初代〉、グラゴン〈2代目〉）
- ザ☆ウルトラマン（ハタリ船長）

### 劇場アニメ
- ヤスジのポルノラマ やっちまえ!!（1971年）
- 怪物くん 怪物ランドへの招待（1981年、フランケン[12]）

### 吹き替え

#### 洋画
- 赤い河
- イージー・ライダー（ジーザス〈アントニオ・メンドーサ〉）
- 5つの銅貨（ルイ・アームストロング）
- 駅馬車（バック〈アンディ・ディバイン〉）※NETテレビ版
- 狼の挽歌（スキーニ）※NETテレビ版
- 想い出（軍曹〈ロバート・ストラウス〉）
- 救命艇（ウィリー〈ウォルター・スレザック〉）※DVD版
- 現金に体を張れ（モーリス〈コーラ・クワリアーニ〉）
- 荒野の用心棒（フアン・テディオス〈ラフ・バルダッサーレ〉）※NETテレビ版
- 最後の猿の惑星（アルドー〈クロード・エイキンス〉[13]）※フジテレビ版（HDリマスター版DVD収録）
- 猿の惑星（ジュリアス〈バック・カータリアン〉）※フジテレビ版
- シェーン（フレッド・ルイス〈エドガー・ブキャナン〉）※テレビ朝日版
- 史上最大の作戦（ルイ〈フェルナン・ルドゥー〉）※NETテレビ版
- 続・荒野の用心棒（ナタニエレ〈アンヘル・アルバレス〉）※テレビ東京版
- 大アマゾンの半魚人（ルーカス〈ネスター・パイヴァ〉）
- 大西部無頼列伝（エスクド）
- 第十七捕虜収容所（アニマル〈ロバート・ストラウス〉）※フジテレビ版
- 突撃（ロジェ中尉〈ウェイン・モリス〉）
- トプカピ（ジェバン〈エイキム・タミロフ〉）
- ならず者（パット・ギャレット〈トーマス・ミッチェル〉）
- ニューオリンズ  (ルイ・アームストロング)
- ネバダ・スミス（ジョナス・コード〈ブライアン・キース〉）※フジテレビ版
- 裸の拍車（ジェシー・テイト〈ミラード・ミッチェル〉）
- 春の珍事（ジミー〈テッド・デ・コルシア〉）
- ベラクルス（ドネガン〈アーネスト・ボーグナイン〉）
- ベン・ハー（イルデリム〈ヒュー・グリフィス〉）※フジテレビ版
- マックQ（エドワード・ファロー〈デヴィッド・ハドルストン〉）
- モロッコ（マネージャー〈ポール・ポルカシ〉）
- 野獣戦争（ビッグ〈ジュリアス・W・ハリス〉）※日本テレビ版
- 夕陽の用心棒（サンチョ〈フェルナンド・サンチョ〉）※TBS版
- リオ・ロボ（フィリップス〈ジャック・イーラム〉）
- リバティ・バランスを射った男（アップルヤード保安官〈アンディ・ディヴァイン〉）
- ワーロック（ハロウェイ判事〈ウォーレス・フォード〉）※NETテレビ版

#### テレビドラマ
- 刑事コロンボ 仮面の男（サルバトーレ・デフォンテ〈ビトー・スコッティ〉）
- スパイ大作戦 対奴隷作戦（前・後編）（ジャーラ）
- 逃亡者（#6 タイ・タイソン〈アーチ・ジョンソン〉、#109 パトカー警官）
- 特攻ギャリソン・ゴリラ #5
- パパは名ドライバー（ジェイク）
- ヒッピーの女（〈ヴィクター・ブオノ〉）
- カートライト兄弟（ホス）
- 4人の脱獄囚（〈シュガー・レイ・ロビンソン〉）
- ルート66「恐怖の黒馬」（〈ジーン・エバンス〉）

#### 海外アニメ
- 宇宙忍者ゴームズ（ハゲチャビーン博士）
- ドボチョン一家の幽霊旅行（ブル）
- フィリックス・ザ・キャット（テレビ人間）
- わんわん保安官（わんわん保安官）

#### 海外人形劇
- 海底大戦争 スティングレイ ネス湖の怪獣（アンコー）
- ジョー90 身代り王子（サリム）
- スーパーカー 海賊退治（ブラック・モーガン）

### 人形劇
- 銀河少年隊（ヒゲオヤジ）
- ひょっこりひょうたん島（マンボウ、ムッソリーニ）

### 歌
- もうれつ先生

作詞：松浦善三郎、作曲：渡邊浦人
- 新・怪物くん音頭

作詞：藤子不二雄、作曲：小林亜星、編曲：筒井広志
- おれたちゃ怪物三人組よ

作詞：藤子不二雄、作曲：小林亜星、編曲：筒井広志